# 文化民族主义
文化民族主义是民族主义的一种，认为民族是由共同的文化和共同的语言来定义的，而不是根据共同的祖先或种族的概念来定义的。
文化民族主义并不倾向于在独立运动中表现出来，但通常是在更大范围的民族主义意识形态中的温和立场。例如，佛兰德或印度教民族主义的温和立场可能是“文化民族主义”，而这些相同的运动也包括种族民族主义和民族神秘主义的形式。
国家的成员资格既不是完全自愿的（一个人不能立即获得一种文化，而需要长时间的习得），也不是世袭的（如果成员的孩子在另一种文化中长大，就会被视为外国人）。
因此，如果一个人来自一个国家，但他们的孩子在另一种文化中长大，那么尽管这个人的国籍，他们的孩子被认为是来自他们长大的文化的国籍，必须学习他们父母的文化才能是其父母国籍的成员（即使该父母的孩子是其国家的公民）。因此，文化民族性不像在公民民族主义中那样通过公民身份实现。